# Natalie Williams
Natalie Jean Williams (Long Beach, 30 novembre 1970) è un'ex cestista, ex pallavolista e dirigente sportivo statunitense, professionista nella ABL e nella WNBA.
È la figlia di Nate Williams.

## Carriera
È stata selezionata dalle Utah Starzz al primo giro del Draft WNBA 1999 (3ª scelta assoluta).
Con gli Stati Uniti ha disputato i Giochi olimpici di Sydney 2000 e due edizioni dei Campionati mondiali (1998, 2002).

## Palmarès
- ABL Most Valuable Player (1998)
- 2 volte All-ABL First Team (1997, 1998)
- Migliore marcatrice ABL (1998)
- 2 volte miglior rimbalzista ABL (1997, 1998)
- 3 volte All-WNBA First Team (1999, 2000, 2001)
- Migliore rimbalzista WNBA (2000)